# Cali Carter
Cali Carter (Sacramento, Kalifornia, 1990. február 23. –) amerikai pornószínésznő. 2020-ig mintegy 340 pornófilmben szerepelt.

## Életpályája
Német, ír és spanyol felmenőkkel rendelkezik. Két idősebb, és egy fiatalabb testvére van. Egészen középiskolás éveiig sportolt, kosárlabdázott, valamint softballozott, utóbbit a középiskolában már versenyszerűen. Tizenhat évesen egy hamburgerezőben kapott munkát pincérként, majd pultosként, később egy pizzériában is dolgozott. Húszévesen elköltözött otthonról, időközben egyetemi diplomát szerzett és ápolói tanfolyamot is elvégzett, majd 2013-ban beszállt a pornófilmes szakmába. Pályafutása alatt olyan ismert stúdióknak dolgozott, mint a Brazzers, a Hustler, az Evil Angel vagy a Reality Kings.

## Díjai
| Év   | Díjátadó     | Titulus                | Forrás |
| ---- | ------------ | ---------------------- | ------ |
| 2016 | Inked Awards | Legjobb orális jelenet | [ 4 ]  |